# Liste der Kulturdenkmale in Basedow (Lauenburg)
In der Liste der Kulturdenkmale in Basedow sind alle Kulturdenkmale der schleswig-holsteinischen Gemeinde Basedow im Kreis Herzogtum Lauenburg aufgelistet (Stand: 10. März 2025).

## Legende
In den Spalten befinden sich folgende Informationen:
- Objekt-ID: die Nummer des Kulturdenkmales
- Lage: die Adresse des Kulturdenkmales und die geographischen Koordinaten. Kartenansicht, um Koordinaten zu setzen. In der Kartenansicht sind Kulturdenkmale ohne Koordinaten mit einem roten Marker dargestellt und können in der Karte gesetzt werden. Kulturdenkmale ohne Bild sind mit einem blauen Marker gekennzeichnet, Kulturdenkmale mit Bild mit einem grünen Marker.
- Offizielle Bezeichnung: Bezeichnung des Kulturdenkmales
- Beschreibung: die Beschreibung des Kulturdenkmales
- Bild: ein Bild des Kulturdenkmales

## Bauliche Anlagen
| Objekt-ID     | Lage                                     | Offizielle Bezeichnung            | Beschreibung | Bild                             |
| ------------- | ---------------------------------------- | --------------------------------- | --- | -------------------------------- |
| 2874 Wikidata | Dorfstraße (53° 24′ 55″ N, 10° 35′ 6″ O) | Kapelle St. Jacob mit Ausstattung | Die Kapelle wurde im Jahre 1868 errichtet. Alteintragung (Aktualisierung vorgesehen) - Begründung: geschichtlich, Kulturlandschaft prägend - Schutzumfang: Alteintragung (Aktualisierung vorgesehen) - Denkmaltyp: Bauliche Anlage | weitere Fotos \| Fotos hochladen |